# Jeong Chung-geun
Jeong Chung-geun (kor. 정충근; * 1. März 1995) ist ein südkoreanischer Fußballspieler.

## Karriere
Jeong Chung-geun erlernte das Fußballspielen in der Schulmannschaft der Ganggu Middle School in Südkorea sowie in der Jugendmannschaft des FC Nantes in Frankreich. Hier stand er auch in der zweiten Mannschaft von Juli 2013 bis Juli 2016 unter Vertrag. Die zweite Mannschaft aus der Hafenstadt Nantes spielte in der vierten Liga, der Championnat de France Amateur. Nach Vertragsende war er von Juli 2016 bis Dezember 2016 vertrags- und vereinslos. Anfang 2017 ging er nach Japan. Hier unterschrieb er einen Vertrag beim Yokohama FC. Der Verein aus Yokohama spielte in der zweiten japanischen Liga, der J2 League. Von Juli 2018 bis Dezember 2018 wurde er an den Ligakonkurrenten Fagiano Okayama nach Okayama ausgeliehen. 2019 nahm ihn der ebenfalls in der zweiten Liga spielende FC Machida Zelvia aus Machida unter Vertrag. Nach 52 Zweitligaspielen wechselte er Anfang 2021 wieder in seine Heimat. Hier unterschriebe er einen Vertrag beim Erstligaaufsteiger Suwon FC. Das Fußballfranchise aus Suwon spielte in der ersten Liga, der K League 1.